# Société des chemins de fer secondaires luxembourgeois
La Société des chemins de fer secondaires luxembourgeois (CSL) est une ancienne compagnie de chemin de fer luxembourgeoise qui exista de 1882 à 1934.

## Histoire
La compagnie est fondée le 8 février 1882 par arrêté royal grand-ducal.
Elle disparaît en 1934 dans le cadre de la loi du 14 avril 1934 concernant la reprise et l'exploitation par l'État des chemins de fer secondaires et vicinaux qui unifie le réseau à voie métrique sous l'égide des Chemins de fer à voie étroite de l'État.

## Réseau
À sa création, la compagnie est concessionnaire et exploitante des lignes suivantes :
- Ligne de Luxembourg à Remich ;
- Ligne de Cruchten à Larochette.

Elle est par la suite exploitante des deux lignes des chemins de fer vicinaux (CV) :
- Ligne de Bettembourg à Aspelt entre 1911 et 1919 ;
- Ligne de Luxembourg à Echternach entre 1904 et 1919.

Et exploitera une ligne dont la construction ne sera jamais achevée :
- Ligne de Junglinster à Larochette.